# Max Cavalera
Massimiliano Antonio "Max" Cavalera (1969. augusztus 4.) brazil gitáros, aki a Sepultura nevű metalegyüttes révén vált ismertté az 1980-as évek végén/1990-es évek elején. Jelenleg a Soulfly és a Cavalera Conspiracy együttesek frontembere.

## Pályafutása
1983-ban megalapította a Sepultura nevű metalegyüttest testvérével, a dobos Igor Cavalerával. Kezdetben death metalt játszottak, majd fokozatosan egyre több stílust építettek be zenéjükbe. Első lemezeik Brazíliában jelentek meg, de az 1989-es Beneath the Remains című harmadik albumuktól kezdve a Roadrunner Records adta ki lemezeiket, és nemzetközileg is ismert zenekar lettek. Max Cavalera 1996-ban a Sepultura sikereinek csúcsán lépett ki a zenekarból személyes ellentétek miatt.
1997-ben megalapította Soulfly nevű zenekarát, amely zeneileg a Sepulturával készített utolsó albumának (Roots, 1996) alternatív, nu metalos irányvonalát vitte tovább. Még a Sepultura-korszakban Cavalera létrehozott egy indusztriális zenei projektet Alex Newport gitárossal Nailbomb néven. A társulás egy stúdió- és egy koncertalbumot adott ki. 2007-ben a Sepulturából időközben szintén kivált öccsével közösen megalapították a Cavalera Conspiracy nevű zenekarukat, amely a következő évben meg is jelentette első albumát Inflikted címmel.

## Diszkográfia

### Sepultura
- Bestial Devastation (EP, 1985)
- Morbid Visions (1986)
- Schizophrenia (1987)
- Beneath the Remains (1989)
- Arise (1991)
- Chaos A.D. (1993)
- Roots (1996)
- Under a Pale Grey Sky (2002) – koncertfelvétel 1996

### Nailbomb
- Point Blank (1994)
- Proud to Commit Commercial Suicide (1995)

### Soulfly
- Soulfly (1998)
- Tribe (EP, 1999)
- Primitive (2000)
- 3 (2002)
- Prophecy (2004)
- Dark Ages (2005)
- Conquer (2008)
- Omen (2010)
- Enslaved (2012)
- Savages (2013)
- Archangel (2015)
- Ritual (2018)

### Cavalera Conspiracy
- Inflikted (2008)
- Blunt Force Trauma (2011)
- Pandemonium (2014)

### Vendégszereplései
- Apocalyptica – Repressed című dal (2006)
- Deftones – Headup című dal (1997)
- Probot – Red War című dal (2004)
- Roadrunner United – Independent című dal (2005)
- Body Count – All Love is Lost című dala (2017)